# Lucio Licinio Lucullo
Lucio Licinio Lucullo (in latino Lucius Licinius Lucullus; Roma, 117 a.C. – Napoli, 56 a.C.) è stato un generale e politico romano.

## Biografia
Nato a Roma, fu membro della Gens Licinia, una famiglia molto influente nell'età repubblicana, nonostante fosse di origine plebea. Era nipote del console Lucio Licinio Lucullo; i suoi genitori erano il pretore Lucio Licinio Lucullo e Cecilia Metella Calva, sorella di Quinto Cecilio Metello Numidico e di Lucio Cecilio Metello Dalmatico (che era il padre di Cecilia Metella Dalmatica, la terza moglie di Lucio Cornelio Silla). Suo fratello era Marco Terenzio Varrone Lucullo, console nel 73 a.C. Lo stesso Cicerone annoverava Lucullo fra i “nobiles”, i “clarissimi” e i “principes civitatis”.
Era legato da profondo affetto al fratello, Marco Terenzio Varrone Lucullo: secondo quanto tramandato da Plutarco, Lucullo attese che il fratello raggiungesse l'età prescritta così da poter ricoprire la carica insieme a lui, benché Lucullo avesse l'età minima per ricoprire quella carica; ciò lo rese benemerito agli occhi del popolo, che lo elesse edile, benché fosse assente da Roma.

### Educazione
Lucullo sin da ragazzo ricevette un'educazione di stampo liberale e consona al suo ceto di appartenenza, grazie alla quale si dimostrerà un abile oratore sia nel Foro sia sul campo di battaglia, arrivando a conoscere perfettamente e ammirare anche la lingua e la cultura greca.
Noto per il suo smisurato amore per le opere letterarie, si è tramandata la notizia che egli scrisse, quasi per scommessa, una storia della guerra sociale in prosa. Solo in vecchiaia lasciò riposare la sua mente agli “ameni ozi della filosofia, destando la parte speculativa del suo ingegno”. Nutriva un vivo interesse per tutte le dottrine filosofiche, in particolar modo per quella professata dall'Antica Accademia, il cui massimo esponente era Antioco di Ascalona, suo grande amico. Plutarco ricorda che Lucullo allestì una biblioteca nella villa di Tuscolo, dove aveva fatto incetta di molti libri, in gran parte frutto delle sue conquiste nel Ponto, che metteva a disposizione di chiunque, in particolar modo degli ellenici, i quali trovarono in essa conforto “come se fosse la casa delle Muse”. Per questo, Lucullo si conquistò la fama di protettore degli intellettuali greci.

### Carriera militare e servizio sotto Silla
La carriera di Lucullo venne funestata dalla condotta discutibile dei genitori, in particolar modo del padre. Lucio Licinio (suo padre), infatti, dopo aver represso da pretore la Seconda rivolta servile in Lucania nel 104, venne nominato propretore in Sicilia l'anno seguente, ove riuscì nuovamente a sedare le rivolte degli schiavi. In seguito, tuttavia, fu accusato di peculato nel processo intentatogli nel 102 dall'Augure Caio Servilio, e condannato all'esilio. Si ritirò, pertanto, ad Eraclea, in Lucania, con le porte della carriera definitivamente chiuse.
Toccò a un ancora adolescente Lucio e al fratello Marco riscattare il buon nome paterno, trascinando in giudizio l'accusatore del padre, dando prova, nonostante la giovane età e il fallimento del tentativo, di grande spirito d'iniziativa e di un profondo affetto filiale, valori confacenti agli antichi mores romani. Cecilia Metella, madre di Lucullo, veniva bollata come donna poco seria a causa della vita licenziosa che conduceva e delle malfamate compagnie di cui si circondava.
Lucullo fu tribuno militare nel 90/89 a.C., prima prestando servizio durante la Guerra sociale agli ordini di Silla e poi come questore nell'88 a.C.; fu l'unico ufficiale ad appoggiare la sua marcia su Roma. In tale circostanza, Silla apprezzò il temperamento mite e le doti eccezionali del giovane e lo volle personalmente al suo fianco, affidandogli compiti di particolare rilievo e questioni delicate. Servì il dittatore anche nella Prima guerra mitridatica: data la preminente superiorità navale dei nemici, fu mandato in Egitto e in Libia con l'incarico di procurare delle navi. Non è escluso, tuttavia, che tale compito avesse anche fini propagandistici: occorreva guadagnare alla causa di Silla tanto le città favorevoli a Mitridate quanto quelle che, alleate dei Romani, erano incerte su come comportarsi con un generale, Silla, che era stato dichiarato nemico pubblico. Di qui, si comprende la prolungata sosta di Lucullo a Creta, a Cirene e in Egitto. Non ancora in grado di affrontare i nemici, trascorse l'inverno dell'86 nell'isola di Cipro, allora sotto il dominio egiziano, di cui Mitridate rispettava la neutralità. In seguito, fece tappa a Rodi (che gli fornì altre navi), Chio e Cnido.
Nel frattempo, Mitridate aveva lasciato Pergamo per rifugiarsi a Pitane, da dove richiamò la sua flotta in soccorso. Fu allora che Gaio Flavio Fimbria decise di bloccare Mitridate sulla terraferma e di chiedere l'intervento di Lucullo, giunto nel frattempo con le sue navi. Se i due generali romani si fossero accordati, Mitridate, assediato per terra da Fimbria e per mare da Lucullo, non avrebbe avuto più scampo e la guerra si sarebbe conclusa con la cattura del re del Ponto ad opera delle legioni comandate da un partigiano di Mario, Fimbria, e dalle navi di un fervente sillano, Lucullo. Lucullo ignorò la richiesta di Fimbria e con la sua sola flotta sconfisse le navi regie al largo di Letto, nella Troade, e poi, intercettato a Tenedo l'ammiraglio di Mitridate, Neottelemo, mise in fuga il nemico.
Si ricongiunse con Silla nel Chersoneso (84 a.C.), in Tracia, mentre quest'ultimo era sul punto di attraversare l'Asia, e collaborò al traghettamento delle truppe. 
Dopo che fu stipulata la pace di Dardano, Silla inflisse alle città asiatiche un risarcimento di 20.000 talenti, ed emanò un editto in base al quale ogni soldato doveva ricevere dal cittadino che l'ospitava 4 tetradrammi al giorno e cibo per sé e per i suoi invitati.
Al proquestore Lucullo spettò il compito di riscuotere il denaro dell'ammenda, anche se vi sono varie attestazioni del fatto che Lucullo assolveva tale mansione con onestà e rettitudine, senza mai ricorrere a vessazioni e ruberie, cercando comunque di alleviare l'onere che queste imposizioni avevano creato.
Fu allora che Lucullo ritornò a Roma e fu eletto edile nel 79 a.C., assieme al fratello minore Marco Terenzio Varrone Lucullo. I giochi organizzati dai Luculli per l'occasione restano famosi per la loro originalità: a Roma tutti rimasero alquanto impressionati dalla lotta di elefanti contro tori e dall'uso di una scaena versatilis (presumibilmente un palcoscenico mobile di qualche tipo).

### Consolato
Silla dedicò le sue Memorie a Lucullo e dopo la morte lo rese tutore di suo figlio Fausto, preferendo lui a Gneo Pompeo Magno. Poco dopo questi fatti, nel 74 a.C., Lucullo diventò console assieme a Marco Aurelio Cotta (zio di Giulio Cesare), e difese la costituzione di Silla dai tentativi di abrogazione. Durante il suo mandato di console, infatti, Lucullo ostacolò il tribuno della plebe Lucio Quinzio, la cui intenzione era di smantellare gli ordinamenti sillani e, in modo particolare, ripristinare la cosiddetta intercessio tribunizia. La partita si concluse con la temporanea vittoria di Lucullo sul tribuno, ma nel 68 a.C. quest'ultimo avrà la meglio sul fervente sillano.
Lucullo, destinato al governo della Gallia Cisalpina, si servì di un sotterfugio per ottenere il governo della Cilicia, resosi vacante dopo la morte del governatore Lucio Ottavio: per quanto detestasse enormemente il tribuno della plebe C. Cornelio Cetego, che godeva di un enorme prestigio a Roma, corteggiò l'amante di lui, Precia, dotata di fortissimo ascendente sul suo avversario. Lusingata dalle sue attenzioni, Precia si adoperò per fargli ottenere il tanto agognato governo della Cilicia. Benché la regione in sé non significasse poi molto per lui, Lucullo era persuaso che, se fosse riuscito nel suo intento, avrebbe ottenuto più facilmente il comando delle operazioni militari nell'imminente Terza guerra mitridatica.

### Campagne in Oriente
All'arrivo, Lucullo si mosse dalla provincia per togliere l'assedio a Cotta in Bitinia. Attaccò ripetutamente l'armata di Mitridate VI del Ponto e uccise molti dei suoi soldati. Quindi andò verso il mare e formò una flotta contro le città greche dell'Asia. Con queste navi annientò la flotta nemica prima ad Ilio e poi a Lemno. Ritornando sulla terraferma, ricacciò Mitridate entro i suoi confini. Non poté ingaggiare il nemico in una vera e propria battaglia, a causa della superiorità della loro cavalleria, ma dopo diverse scaramucce lo sconfisse finalmente nella battaglia di Cabira. Non inseguì immediatamente il suo nemico, ma finì di conquistare il regno del Ponto e di riportare l'Asia all'ordine. Riorganizzando l'amministrazione della provincia d'Asia e affrancando le città dalla rapacità dei negotiatores e dei pubblicani, flagello economico delle frange più basse della società, si mise contro gli esattori e gli appaltatori, le cui proteste contro il suo operato giunsero presto a Roma..
Condusse poi un attacco contro Tigrane II d'Armenia, genero di Mitridate e suo alleato, presso il quale Mitridate s'era rifugiato dopo il disastro di Cabira. Lucullo avanzò prima contro Tigranocerta e la pose d'assedio. Questo fece avanzare l'armata di Tigrane, che Lucullo sconfisse pesantemente, nonostante fosse in evidente inferiorità numerica. Quindi ottenne un'altra vittoria nella battaglia di Artashata (era il 6 ottobre 68 a.C.), ma non entrò in città a causa degli ammutinamenti tra le sue truppe. La sua autorità sulle legioni fu minata dai colpi di suo cognato Publio Clodio Pulcro. Questo permise a Mitridate e a Tigrane di riprendere la gran parte dei territori perduti durante la guerra.
A causa delle macchinazioni degli equites e dei sostenitori di Pompeo, con la lex Manilia Lucullo fu rimpiazzato da quest'ultimo al comando della spedizione nel 66 a.C.. Pompeo, appena giunto in Asia, vietò ai soldati di Lucullo di prendere ordini e disposizioni dal loro ex comandante e vietò loro di visitare i suoi alloggi. Dopo l'incontro diplomatico dei due comandanti a Danala, nella terra dei Trocmi, Lucullo dovette lasciare l'Oriente con i 1600 uomini che Pompeo gli aveva lasciato per il corteo trionfale, diretto alla volta di Roma.

### Decadenza politica
Tra le cause della caduta in disgrazia di Lucullo va annoverata anche la ferrea disciplina militare imposta ai soldati, oltre che l'accesa rivalità nei suoi confronti da parte dei pubblicani e degli equites fedeli a Pompeo. Per instaurare la disciplina tra i soldati seguì le orme del suo maestro Silla, ma, a differenza di quest'ultimo, negò loro quasi sempre il piacere del saccheggio. Non appartenendogli il senso di cameratismo di Mario, o la semplicità conviviale di Pompeo, o gli slanci camerateschi di Cesare, Lucullo, pur avendo a cuore la vita dei soldati, non riusciva a farsi amare da loro. Nondimeno non riuscì a instaurare un rapporto di armonia neppure con i suoi pari, che riteneva indegni di lui.
L'opposizione contro di lui continuò anche dopo il suo ritorno: suo fratello Marco venne citato in giudizio dal tribuno Gaio Memmio per i suoi provvedimenti durante la questura, ricoperta ai tempi di Silla. Dopo l'assoluzione del fratello, Gaio Memmio intentò un'altra azione giudiziaria, questa volta contro Lucullo stesso, con l'accusa di appropriazione indebita del bottino e prolungamento a vuoto della guerra contro Mitridate. Questo suo diretto coinvolgimento causò il ritardo del trionfo del generale fino al 63 a.C., durante il consolato di Cicerone,il quale si era premurato di sottolineare di essere stato lui, in qualità di console, ad avergli aperto le porte dell'Urbe. 
I processi che Lucullo dovette affrontare lo portarono a distaccarsi sempre più dalla vita politica, lasciando campo libero a Catone e a Crasso nella lotta al potere: dopo che Lucullo rinunciò alla carriera politica, infatti, coloro che non vedevano di buon occhio la potenza di Pompeo posero i due a difesa dell'oligarchia senatoria, con il disappunto di molti optimates, che avevano visto proprio in Lucullo il campione dell'aristocrazia senatoria. Nonostante la rinuncia alla partecipazione attiva, non rinunciò mai del tutto a presenziare nel Foro in favore dei suoi amici e a partecipare alle sedute del Senato, soprattutto se si trattava di ostacolare qualche disegno ambizioso di Pompeo. Fu proprio Lucullo, tra le altre cose, assieme a Catone e a Quinto Cecilio Metello Celere, a contrastare vivacemente la rogatio agraria proposta dal tribuno della plebe Lucio Flavio (60 a.C.), con la quale si proponeva la distribuzione delle terre ai veterani di Pompeo, tanto che essa non venne mai approvata. Tuttavia, stando a Plutarco, l'episodio che più di ogni altro aveva spinto Lucullo a disinteressarsi completamente della vita politica riguarda la calunniosa accusa da parte di Vettio, il sedicente attentatore di Pompeo, il quale, dinnanzi al popolo, avrebbe dichiarato di essere stato assoldato per quel crimine proprio da Lucullo, anche se nessuno prestò fede a quell'accusa. Ma alla fine anche questo impegno politico marginale venne meno, ed egli si ritirò a una vita privata e piena di piaceri, o, per dirla con le parole di Plutarco:
(Plutarco, Vita di Lucullo, 38.2, 39.1)
Usò la grande fortuna che aveva accumulato durante le sue guerre in Oriente per trascorrere una vita nello sfarzo più sfrenato. Aveva splendidi giardini fuori dalla città di Roma, così come ville a Tusculum e a Napoli. Quella nei pressi di Napoli era dotata di laghetti di pesci e di moli che si protendevano sul mare.
Divenne così celebre per i suoi banchetti, tanto che ancora oggi esiste in lingua italiana l'aggettivo «luculliano» per indicare un pasto particolarmente abbondante e delizioso.

### Aneddoti e curiosità
Si tramandano parecchi aneddoti, alquanto celebri, sulla figura di quest'uomo.
Cicerone e Pompeo riuscirono a farsi invitare a cena a casa di Lucullo, ma gli proibirono di farne parola ai cuochi. Erano curiosi di sapere come mangiasse il loro anfitrione quando si trovava da solo. Ma Lucullo li lasciò di stucco: ordinò che i suoi servi gli imbandissero la tavola nella stanza d'Apollo, e - poiché gli schiavi già sapevano precisamente a quali tipi di cibo fossero adibite le varie sale da pranzo - Cicerone e Pompeo mangiarono le più squisite di tutte le pietanze. Un'altra storia narra che, avendo sentito che il padrone non avrebbe avuto invitati per la serata, un servo imbandì la tavola solo per uno. Lucullo lo rimproverò dicendo: "Cosa?! Non sai dunque che oggi Lucullo cena con Lucullo?".
Fu anche il primo a portare in Occidente la pianta del ciliegio dal Ponto, l'albicocco dall'Asia Minore e una varietà di marmo dall'isola di Melo, che da lui prese il nome di luculleo.
Una fonte di acqua minerale sita tra Sabaudia e San Felice Circeo, conosciuta col nome di "Bagnara" fin dai tempi antichi per le sue qualità curative, è anche nota come "Fonte di Lucullo" in quanto egli nel 78 a.C. avrebbe conferito l'incarico a Gneo Domizio Amando di raccogliere le acque di quella zona.
Si racconta che Lucullo, alla partenza per l'Oriente, non sapesse nulla di tattica militare; così egli portò con sé dei libri per imparare. Aiutato da una memoria prodigiosa e da un'intelligenza evidentemente acuta, si dimostrò un ottimo comandante militare, riuscendo a convertire le proprie conoscenze teoriche (apprese in pochissimi giorni), in numerose vittorie sul campo.
Negli ultimi giorni di vita pare che fosse affetto da demenza senile, tanto che fu il fratello a dover provvedere alla tutela del suo patrimonio. Cornelio Nepote, tuttavia, ritiene che la causa della sua demenza fosse da imputare al liberto Callistene che, invaghitosi del suo padrone, gli avrebbe somministrato dei filtri d'amore, i quali, purtroppo per lui, non sortirono l'effetto sperato.
Alla notizia della sua morte, avvenuta probabilmente nel gennaio del 56 a.C., la reazione popolare fu di generale rattristamento, e quando il suo corpo fu portato in spalla dai rampolli delle famiglie più importanti di Roma, da più parti si chiese di seppellirlo nel Campo Marzio, accanto all'amico e sodale Silla. Il fratello si oppose e con preghiere ed esortazioni ottenne pertanto la concessione di seppellire Lucullo nella villa di famiglia a Tuscolo.

### Matrimoni
Attorno al 74 a.C. sposò Claudia Quinta, figlia minore di Appio Claudio Pulcro, console del 79 a.C., e sorella dei più celebri Publio Clodio Pulcro e Clodia (la Lesbia di Catullo); ma il matrimonio non durò molto. Al suo ritorno a Roma, Lucullo ottenne il divorzio, dopo gli screzi in Asia con Clodio e le voci di infedeltà della moglie. La separazione avvenne in circostanze scandalose: infatti Lucullo accusò la consorte di incesto col fratello Clodio. Poco dopo nel 66 a.C. sposò Servilia Minore, figlia di Livia e di Quinto Servilio Cepione, sorella germana di Servilia Maggiore, la madre di Bruto, e sorella uterina di Catone Uticense. Il matrimonio con lei servì a Lucullo per conquistarsi appoggi politici dopo la sua lunga assenza da Roma. Dal matrimonio nacque il figlio Marco, di cui Catone fu tutore alla morte del padre.

### Declino e morte
Plutarco riferisce che Lucullo perse la sua lucidità mentale verso la fine della sua vita, con episodici segni di follia. Plutarco, tuttavia, sembra essere in qualche modo ambivalente sul fatto che l'apparente follia fosse effettivamente il risultato della somministrazione di una presunta pozione d'amore o di un'altra causa come l'avvelenamento, suggerendo che il suo presunto precipitoso declino mentale ed il suo concomitante ritiro dagli affari pubblici, potrebbe esser stato almeno in parte convenientemente simulato per autodifesa contro l'ascesa al potere dei suoi oppositori politici, come il partito popolare, durante un periodo in cui la posta in gioco era spesso la vita e la morte. 
Fu Marcus suo fratello che celebrò in forma pubblica le sue esequie a Roma nel 57 a.C..